# Devendranath Tagore

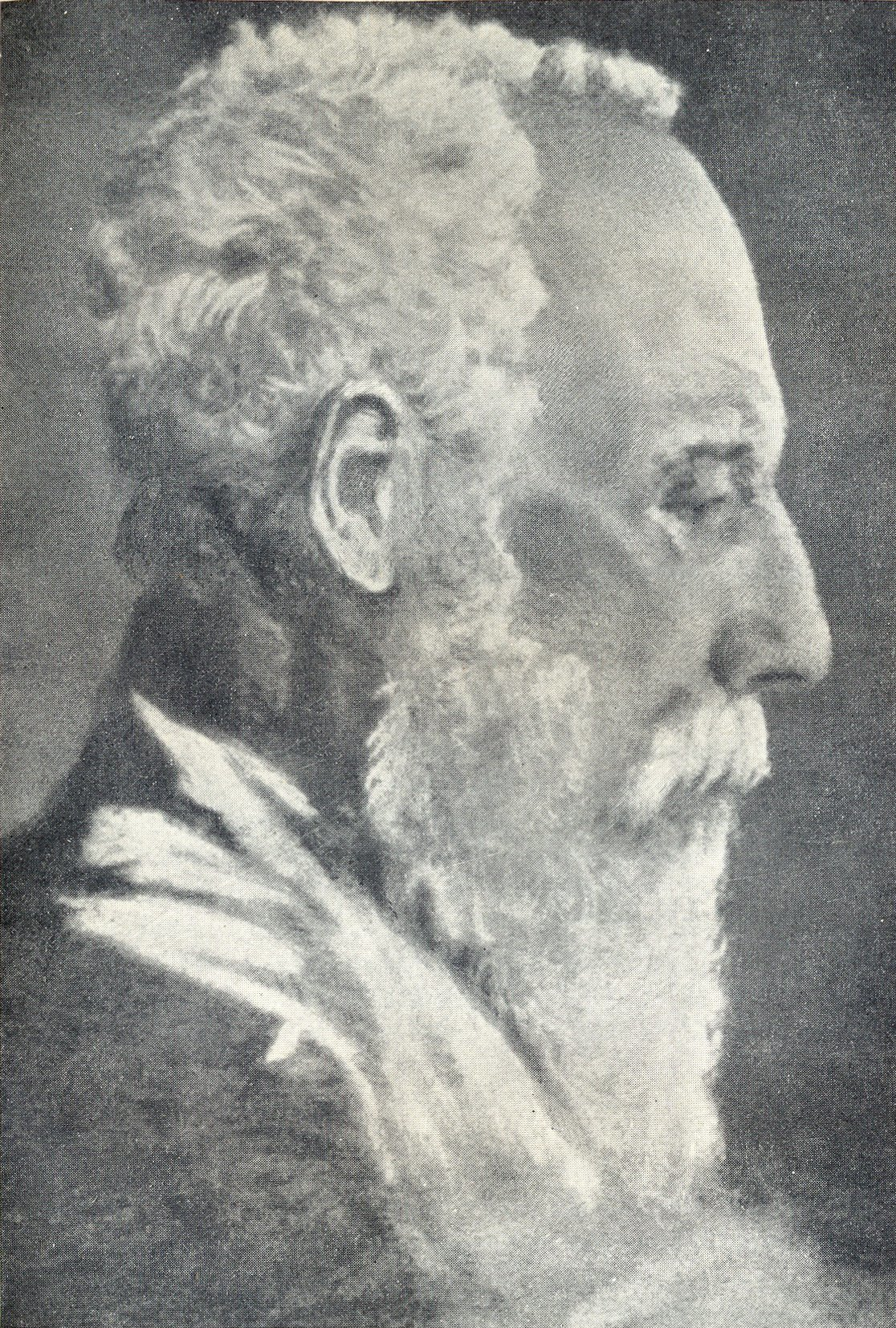
Devendranath Tagore

Devendranath Tagore, även stavat Debendranath Tagore, född 15 maj 1817 i Calcutta, död 19 januari 1905 i Calcutta, var en indisk (bengalisk) religionsbildare. Han var son till Dvarakanath Tagore och far till Rabindranath Tagore. 
Jämte Rammohun Roy och hans yngre samtida Keshab Chunder Sen (se Brahma-samaj) stod Tagore i medelpunkten av de strävanden, som utgör grundvalen för de moderna indiska rörelser på religionens område, vilka fått sitt mest pregnanta uttryck i det på den indiska bhakti-läran grundade religiösa samfundet Brahma-samaj, vars huvuduppgift är att skapa en högre mänsklig lycka genom närmande och sammansmältning av de stora världsreligionerna (unitarism)  under förkastande eller avsöndrande av speciella yttre kultformer. Hela hans liv och alla hans strävanden var präglade av en upphöjd religiositet, som redan från början tog sig uttryck däri, att han frivilligt avstod från sitt stora arv till förmån för faderns kreditorer. Genom inkorporering (1843) med Brahma-samaj av det av Tagore 1839 för religiös väckelse stiftade mindre samfundet Tattvabodhini sabha blev Tagore efter Roy dess egentlige ledare och själ. 
En schism mellan den mera på indisk åskådningsgrund stående Tagore och den starkt åt kristendomen lutande Keshab Chunder Sen ledde (1865) till den senares utträde, varvid det ursprungliga samfundet fick namnet "Adi brahma-samaj
("den första b.s."). Senare delen av sitt liv, då han mera till namnet var samfundets ledare, ägnade han sig åt skriftställen och religiösa vandringar och förkunnelser. Han gällde i hela Indien som en maharsi, helgon eller profet. Hans mest uppmärksammade arbete är hans på bengali skrivna vidlyftiga självbiografi, även den förnämsta källan för kunskapen om hans religiösa egenart. Den redogör för hans livs märkligaste händelser och religiösa utveckling från barndomen intill 1858.
På svenska finns Min levnad (översättning från engelska av August Carr, Norstedt, 1915).